# 澳門石頭之聲
《澳門石頭之聲》（葡文：A Voz das Pedras de Macau）是澳門歷史學家文德泉神父的作品。原載於《賈梅士學會公報》。由原澳門政府印刷局（今天的印務局）於1980年出版。撰寫了關於澳門的紀念碑、墓碑、奠基石等的故事：
1. 華士古達嘉馬

2. 區華利

3. 亞馬喇

4. 美副將

5. 大炮台

6. 東望洋炮台

7. 聖地牙哥炮台

8. 嘉思蘭炮台

9. 市政廳

10. 得勝紀念碑

11. 聖保祿教堂

12. (翻譯中)

13. 聖奧斯定教堂

14. 大堂

15. 聖老楞佐教堂

16. 玫瑰堂

17. 聖安多尼教堂

18. 望德堂

19. 西望洋聖堂

20. 聖若瑟修院大樓及聖堂

21. 聖羅撤女修院及聖堂

22. 主教府

......